# Desculpa

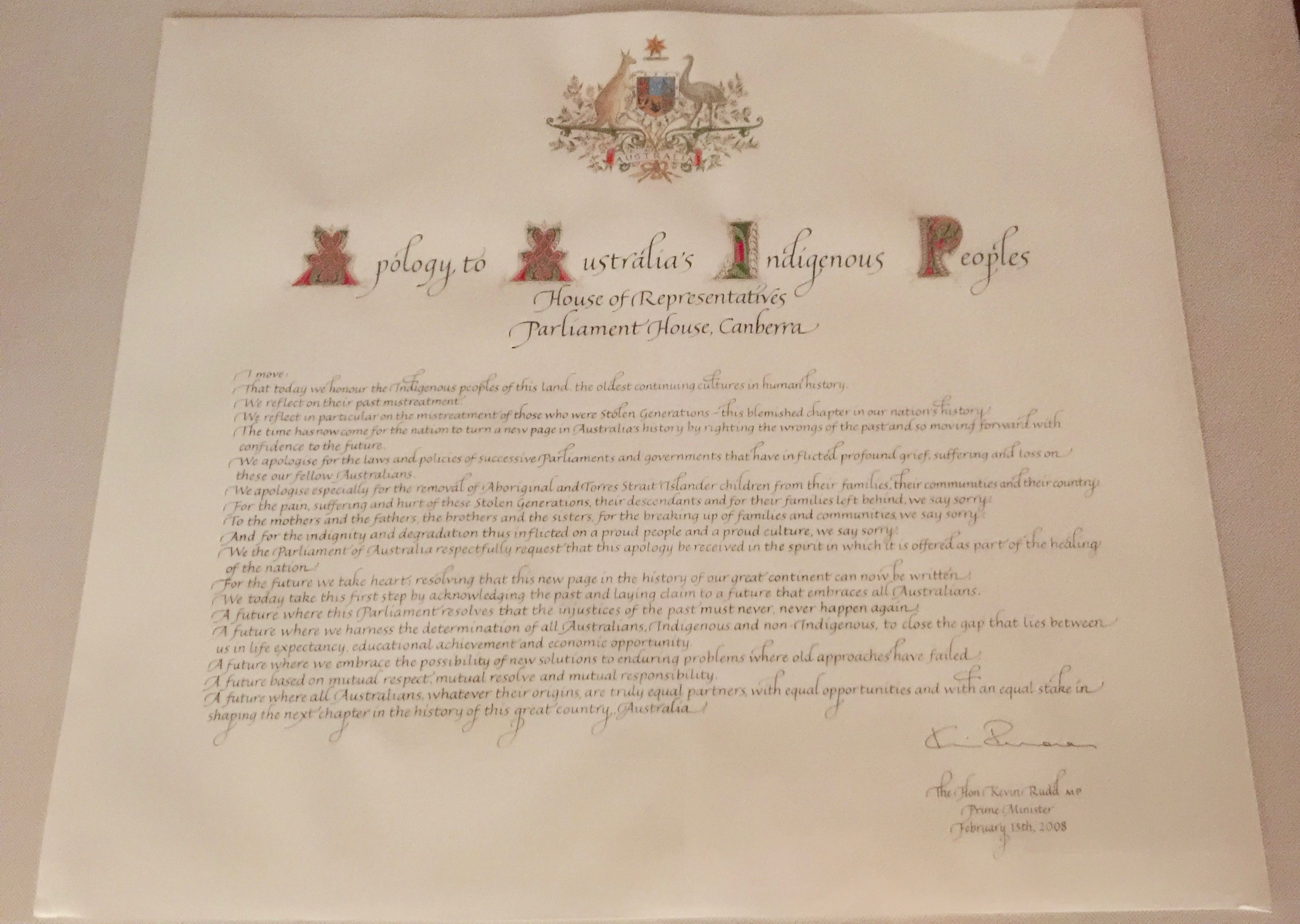
Um pedido formal de desculpas por escrito, enviado por um governo a um grupo de pessoas que este havia prejudicado

Um pedido de desculpas é uma expressão de arrependimento ou remorso por ações, enquanto pedir desculpas é o ato de expressar arrependimento ou remorso. Em situações informais, pode ser abreviado para "desculpa" ou "desculpe-me". O objetivo do pedido de desculpas geralmente é o perdão, a reconciliação e a restauração do relacionamento entre as pessoas envolvidas em uma disputa.
A natureza do pedido de desculpas envolve pelo menos duas pessoas onde uma ofendeu a outra.
De acordo com a teoria da atribuição, pedir desculpas o mais cedo possível leva a menos conflitos durante a discussão e aumenta a satisfação da comunicação. A forma como o pedido de desculpas é dado afeta o resultado e o processo de perdão. Por exemplo, colocar emoção genuína em um pedido de desculpas geralmente ajuda a resolver disputas mais rapidamente e ajuda a eliminar emoções negativas mais rapidamente. Ao responder a uma crise, há múltiplas implicações e padrões éticos que organizações e grupos podem seguir.

## Tipos
- Não desculpa: uma declaração que parece um pedido de desculpas, mas não expressa remorso.
- Desculpas insinceras: uma declaração que expressa remorso que não é sentido.[2] Isso pode ser um pedido de desculpas pro forma, como uma carta de rotina de uma grande empresa que lamenta que um pedido pequeno não tenha sido satisfatório em algum aspecto. Nesse caso, o destinatário pode não esperar que nenhum funcionário tenha emoções específicas. Os estudiosos geralmente concordam que a sinceridade é geralmente uma característica desejável de um pedido de desculpas, mas discordam sobre se a sinceridade é uma condição necessária para um verdadeiro pedido de desculpas em tais casos.[2]